# (48736) Ehime
(48736) Ehime est un astéroïde de la ceinture principale.

## Description
(48736) Ehime est un astéroïde de la ceinture principale. Il fut découvert le 27 février 1997 à Kuma Kogen par Akimasa Nakamura. Il présente une orbite caractérisée par un demi-grand axe de 2,26 UA, une excentricité de 0,16 et une inclinaison de 5,0° par rapport à l'écliptique.

## Compléments